# デメトリオス・アンゲロス・ドゥーカス
デメトリオス・アンゲロス・ドゥーカス（Δημήτριος Άγγελος Δούκας, Demetrios Angelos Doukas, 1220年頃 - 没年不詳）は、最後のドゥーカス・コムネノス・アンゲロス朝エピロス・テッサロニキ専制公（在位：1244年 - 1246年）。エピロス・テッサロニキを支配し皇帝を称したテオドロス1世コムネノス・ドゥーカスの次子。中世ギリシア語表記ではディミトリオス・アンゲロス・ドゥカス。

## 生涯
兄ヨハネスの死去により支配権を継承する。しかしテッサロニキ専制公国は元々の根拠地であったエピロス地方（ミカエル2世アンゲロス・コムネノス支配下に独立）とも切り離され、ニカイア帝国の宗主権を受け入れてもはやこれと対等に競う存在ではなく、若年のデメトリオスに情勢を挽回できる力はなかった。1246年、テッサロニキの有力市民は陰謀によってデメトリオスを捕らえ、ニカイア皇帝ヨハネス・ヴァタツェスに引き渡すと共に市を開城した。ここにドゥーカス・コムネノス・アンゲロス家によるテッサロニキ支配は終焉を迎え、ニカイア帝国のバルカン支配に抵抗するギリシア系勢力はエピロスに封じ込められつつ勢力を維持したミカエル2世唯一人となった。
デメトリオスは小アジア・ビテュニアの小都市レンティアナに送られ、そこで虜囚のまま余生を送った（没年未詳）。彼の死去によりテオドロス・ドゥーカスの系譜は断絶した。